# 키시다 타츠야
키시다 타츠야(일본어: 岸田 タツヤ 기시다 다쓰아[*], 1992년 4월 16일 ~ )는 일본의 배우이다.

## 출연작

### TV 드라마
- 가면라이더 위자드 - 시모자키 카즈야
- 기사룡전대 류소저 - 밤바 / 류소우블랙 역

## 영화
- 마진전대 키라메이저 VS 류소저 - 밤바 / 류소우블랙 역
- 기사룡전대 류소저 VS 루팡레인저 VS 패트레인저 - 밤바 / 류소우블랙 역
- 기사룡전대 류소저 THE MOVIE 타임슬립! 공룡패닉!!! - 밤바 / 류소우블랙 역